# Mike Baxter (atleta)
Michael Ian Baxter, detto Mike (Leeds, 28 maggio 1945), è un ex mezzofondista e allenatore di atletica leggera britannico.

## Biografia
Baxter finì quarto nei campionati AAA del 1968 e secondo nella corsa campestre settentrionale del 1969. Venne allenato da Brendan Foster e selezionato per la squadra della Gran Bretagna per i campionati europei di Atene 1969 e Helsinki 1971. Ha rappresentato l'Inghilterra nei 5000 metri piani, ai Giochi del Commonwealth britannico del 1970 a Edimburgo, in Scozia. Nel 1970 vinse il Trofeo Sant'Agata a Catania, gara internazionale di corsa su strada.
Il suo anno migliore fu il 1971, quando divenne campione nazionale AAA dei 5000 m e partecipò ai campionati europei di atletica leggera. Era un membro del Leeds City Club. Da quando si ritirò dalle gare agonistiche intraprese la carriera di allenatore.